# Apeadero de Castelãos
El Apeadero de Castelãos es una plataforma desactivada de la Línea del Túa, que servía a la localidad de Castelãos, en el ayuntamiento de Macedo de Cavalleros, en Portugal.

## Historia
Aunque el tramo entre Macedo de Cavalleros y Sendas, donde este apeadero se inserta, haya sido abierto al servicio el 18 de diciembre de 1905, solo en 1933 es cuando esta plataforma es abierta, entonces con la categoría de parada, en la casa de guardia de Castelões, por la Compañía Nacional de Ferrocarriles; para albergar a los pasajeros, fueron construidos, junto a aquella estructura, un alpendre y una estación.